# Amadou Danté
Amadou Danté (ur. 7 października 2000) – malijski piłkarz grający na pozycji lewego obrońcy. Od 2024 jest zawodnikiem klubu FC Zürich.

## Kariera klubowa
Swoją karierę piłkarską Danté rozpoczął w klubie Yeelen Olympique. W sezonie 2018 zadebiutował w nim w drugiej lidze malijskiej i awansował z nim do pierwszej ligi. W sezonie 2019/2020 został wicemistrzem Mali, jednak w trakcie sezonu 2019/2020 odszedł do austriackiego TSV Hartberg. Swój debiut w nim zaliczył 3 czerwca 2020 w wygranym 2:1 wyjazdowym meczu z LASK Linz. Zawodnikiem Hartbergu był przez pół roku.
Latem 2020 Danté przeszedł do Sturmu Graz. Swój debiut w nim zanotował 13 września 2020 w zremisowanym 0:0 wyjazdowym meczu z SKN St. Pölten. W sezonach 2021/2022 i 2022/2023 wywalczył ze Sturmem dwa wicemistrzostwa Austrii. W 2023 zdobył Puchar Austrii.
Na początku 2024 roku Danté został zawodnikiem FC Zürich. Zadebiutował w nim 18 lutego 2024 w zwycięskim 1:0 domowym meczu z FC Luzern.
| Sezon   | Klub             | Kraj    | Rozgrywki         | Mecze | Bramki |
| ------- | ---------------- | ------- | ----------------- | ----- | ------ |
| 2018    | Yeelen Olympique | Mali    | II liga           | ?     | ?      |
| 2019/20 | Yeelen Olympique | Mali    | Première Division | ?     | ?      |
| 2019/20 | TSV Hartberg     | Austria | Bundesliga        | 8     | 1      |
| 2020/21 | Sturm Graz       | Austria | Bundesliga        | 31    | 1      |
| 2021/22 | Sturm Graz       | Austria | Bundesliga        | 31    | 1      |
| 2022/23 | Sturm Graz       | Austria | Bundesliga        | 21    | 0      |
| 2023/24 | Sturm Graz       | Austria | Bundesliga        | 11    | 0      |

## Kariera reprezentacyjna
W reprezentacji Mali Danté zadebiutował 4 czerwca 2022 w wygranym 4:0 meczu kwalifikacji do Pucharu Narodów Afryki 2023 z Kongiem, rozegranym w Bamako. W 2024 roku powołano go do kadry na Puchar Narodów Afryki 2023. Rorzegrał w nim jeden mecz, grupowy z Namibią (0:0).